# Bengt Söderman
Bengt Johan Söderman, född 17 juli 1871 i Stockholm, död 10 augusti 1897 på Högmarsö i Roslagren, var en svensk målare.
Han var son till tonsättaren August Söderman och Eva Christina Bergholm. Söderman fick sin grundläggande konstnärsutbildning av Alf Wallander innan han fick möjlighet att studera för Anders Zorn. Han var efter studierna verksam som porträttmålare i New York under några år. Bland hans offentliga arbeten märks ett porträtt av operasångaren Carl Oscar Arnoldson på Kungliga Operan.